# نورا نصري
نورا نصري، رياضيه تونسية، مارست رياضة الرمي بالبندقية. نافست في منافسة البيستول النسائية ضمن فئة الرمى بالبندقية مسافة 10 أمتار في الهواء بدورة الألعاب الأولمبية الصيفية 2012.